# Cák
Cák (deutsch Zackenbach, kroatisch Caka) ist eine ungarische Gemeinde im Komitat Vas  nahe der österreichischen Grenze, vier Kilometer südwestlich von Kőszeg (Güns) entfernt an den Hängen des Günser Gebirges gelegen.

## Geschichte
In Cák wurden Gräber aus der Römer-Zeit gefunden; urkundlich wurde der Ort erstmals im Jahre 1279 als Villa Chak erwähnt. Die Türken vernichteten 1532 das Dorf, und im Jahre 1573 und 1606 brannten christliche Soldaten den Ort nieder.
Die Einwohner beschäftigten sich mit Obst- und Weinbau, bei dem die Reblausinvasion im 19. Jahrhundert aber große Schäden verursachte. Es wurde zwar der Weinbau wieder aufgebaut, aber die meisten Bewohner lebten schon vom Maronen- und Obstanbau. Die alten Weinkeller stehen heute unter Denkmalschutz. Nördlich des Dorfes gibt es einen ehemaligen Steinbruch.
Die Gemeinde zählt heute ungefähr 294 Einwohner.

## Sehenswürdigkeiten
- Römisch-katholische Kirche St. Peter und St. Paul (Szent Péter és Pál apostolok), erbaut im Jahre 1894 nach Plänen des Wiener Architekten Ludwig Schöne
- Alte Weinkeller aus dem 18. und 19. Jahrhundert

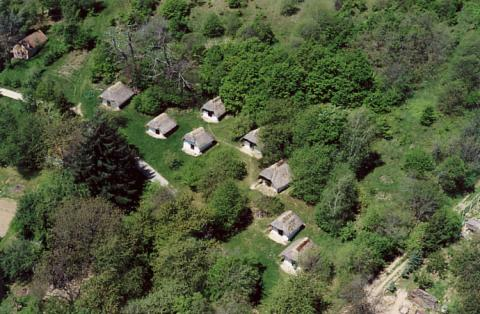
Luftaufnahme von Cák
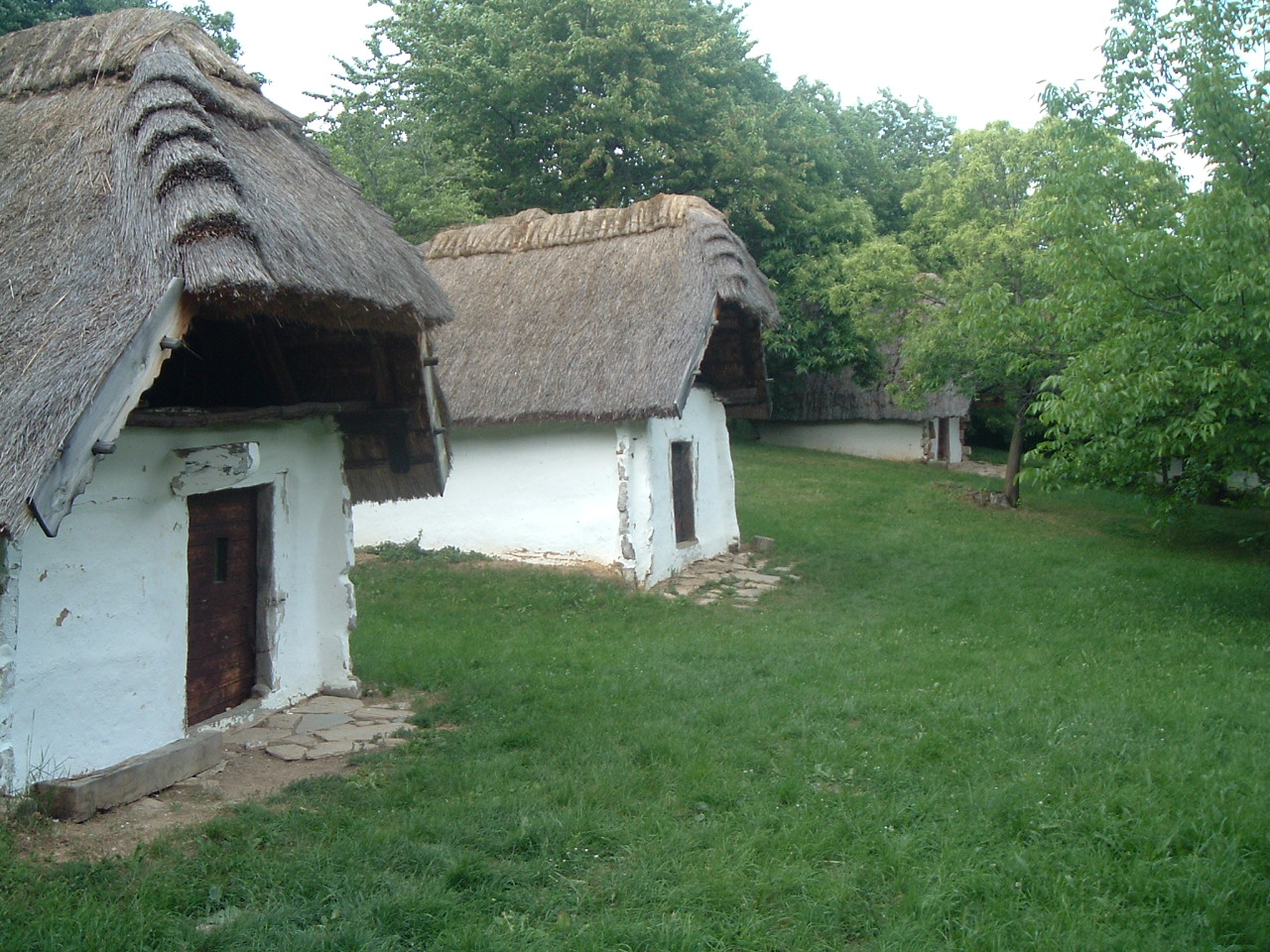
Alte Weinkeller
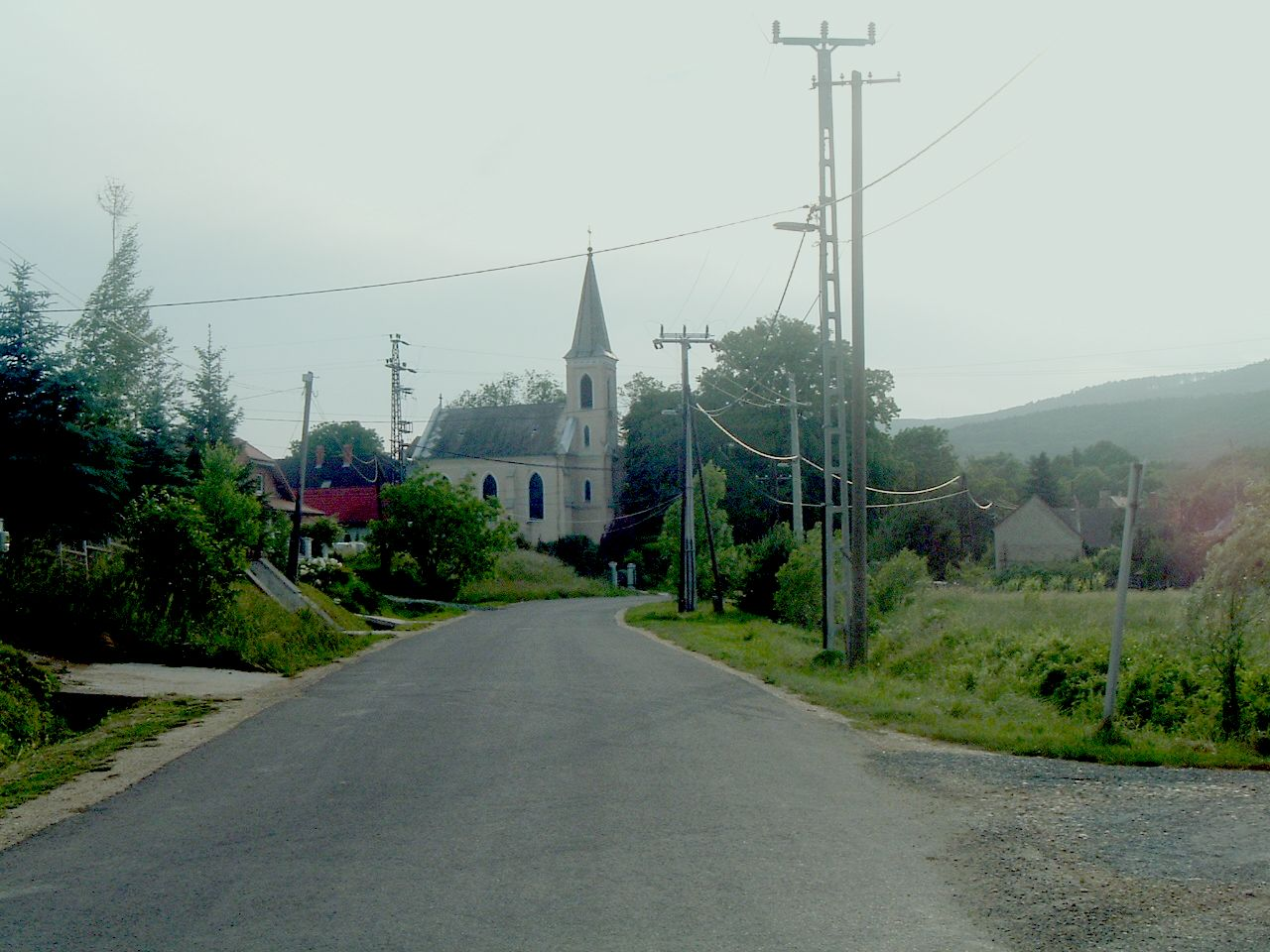
Ortseingang
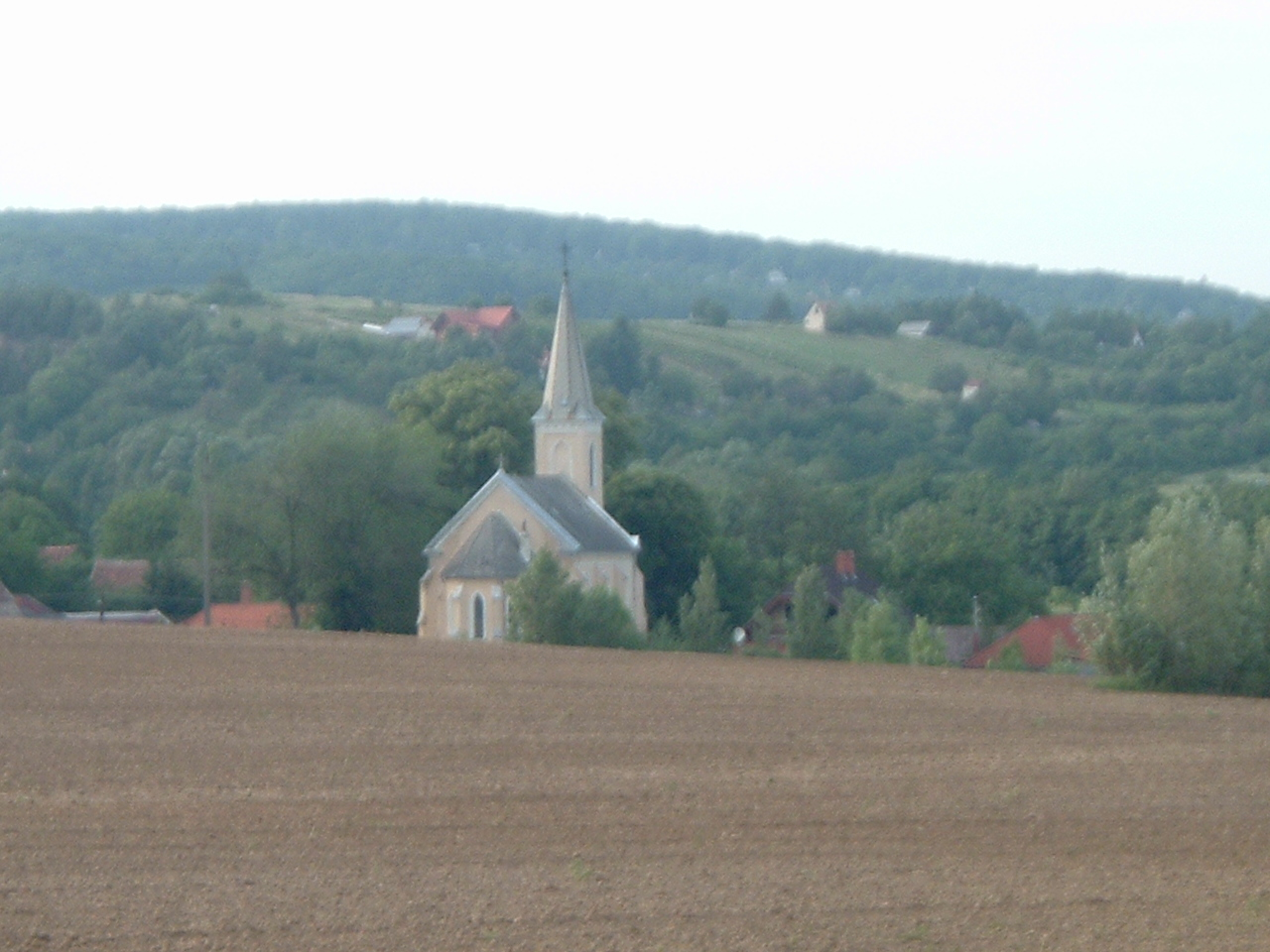
Blick auf die römisch-katholische Kirche